# Westmans villa
Westmans villa är ett hus, beläget på Nationsgatan 3 i Professorsstaden i Lund. Huset byggdes 1939 som bostad och kontor för arkitekten Hans Westman och ritades av densamme, därav namnet. Huset består av en bostadsdel i två våningar samt en L-formad kontorslänga. Fasaden består i huvudsak av gult tegel och vitmålade paneler.
Huset byggnadsminnesförklarades den 14 juni 1994 och var då det yngsta huset i Lunds kommun och i Skåne län som blivit byggnadsminne. 2006 var Westmans villa det fjärde yngsta byggnadsminnet i Skåne län, efter Medborgarhuset i Eslöv, Malmö opera och musikteater samt skolan i Skabersjö.